# Скелтон, Джон (скульптор)
Джон Скелтон (англ. John Skelton; 1923—1999) — английский скульптор, кавалер ордена Британской империи (1989), член Королевского Британского общества скульпторов (1963).

## Биография

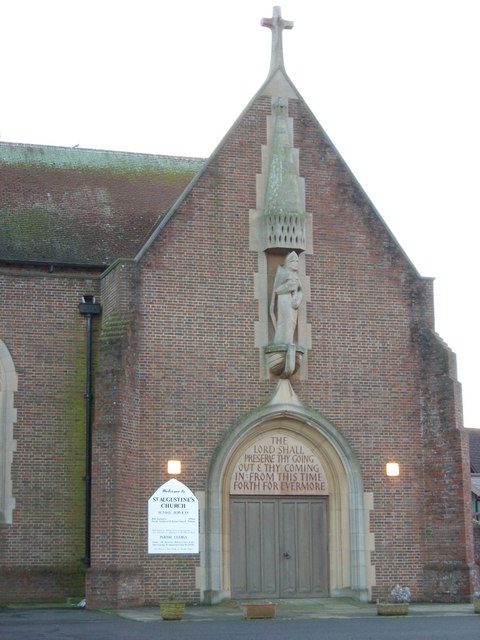
Скульптура в Bexhill-on-Sea

Родился 8 июля 1923 года, в Глазго, Шотландия; был одним из шести детей в семье, являлся племянником Эрика Гилла (1882—1940), английского скульптора и типографа (мать Джона — Angela была сестрой Джилла).
Джон учился в школе Bablake School города Ковентри, а также посещал хоровую школу Норвичского собора, где обучался искусству. Скульптуре первоначально обучался у своего дяди, незадолго до его смерти. Затем продолжил обучение у другого скульптора — Джозефа Крибба и работал у него помощником до поступления в армию в 1942 году. Служил в Королевской артиллерии в Индии, Бирме, Малайе и Таиланде. По окончании военной службы продолжил своё образование в школе Coventry School of Art, где изучал рисунок и архитектуру. После этого работал в качестве помощника каменщика в Льюисе, графство Восточный Суссекс. 
В 1948 году Джон Скелтон женился на Миртл Бромли Мартин и создал собственную мастерскую в городе Burgess Hill, графство Восточный Суссекс. В семье родились сын и две дочери, одна из которых, Хелен Мэри, стала впоследствии ученицей и помощницей отца.
Умер 26 ноября 1999 года в городе Streat, графство Восточный Суссекс.

## Труды
Среди его работ — надгробие Эдварда Джеймса, скульптура Святого Августина на фасаде церкви города Bexhill-on-Sea, шрифтовые надписи на Чичестерском соборе. В числе других его произведений — работы в Нориджском (скульптура Божией Матери), Солсберийском (надписи) и Уинчестерском (надписи и боковой алтарь) соборах.
Джон Скелтон участвовал в создании мемориала генералам Второй мировой войны в соборе St Paul's Cathedral Crypt, а также памятных плит, посвящённых членам команды корабля «Мэри Роуз» в Портсмутском соборе.
Музей Worthing Museum and Art Gallery приобрёл в 2008 году работу Скелтона — The Diver (1970), выполненную резьбой по ореховому дереву, что стало возможным благодаря фонду V&A Purchase Fund музея Виктории и Альберта.